# La notte in cui morì Gwen Stacy
La notte in cui morì Gwen Stacy (The Night Gwen Stacy Died) è un arco narrativo a fumetti pubblicata da Marvel Comics nei numeri The Amazing Spider-Man n. 121-122 (giugno–luglio 1973). È un'opera in due numeri scritta da Gerry Conway, con disegni di Gil Kane inchiostrati da John Romita Sr. e Tony Mortellaro. Segue lo scontro tra il supereroe Spider-Man e la sua nemesi, il Green Goblin, e rappresenta uno spartiacque nella vita del personaggio, nonché un punto di svolta nella storia dei fumetti di supereroi in generale.

## Trama
Harry Osborn, migliore amico di Peter Parker, cade in una dipendenza da droghe che lo porta a essere portato via da casa per la disintossicazione. I suoi genitori oltre al dolore per l'accaduto devono anche fare fronte a pressioni finanziarie e Norman, il padre di Harry, subisce un crollo psichico che lo porta a riacquistare i ricordi della sua identità criminale da Green Goblin e il fatto che Peter Parker e Spider-Man siano la stessa persona; torna quindi a prendere di mira l'eroe e le persone a lui vicine. Il Goblin rapisce Gwen Stacy, la ragazza di Peter, attirando Spider-Man in cima a una struttura (il ponte di Brooklyn secondo le vignette, il ponte di George Washington secondo il testo). Durante lo scontro, il criminale lancia Stacy dal ponte: Spider-Man frena la caduta afferrando la ragazza per una gamba con l'ausilio di una ragnatela, salvo poi constatare che è morta. Goblin fugge lasciando Spider-Man a piangere sul cadavere di Gwen, giurando vendetta verso il nemico.
Spider-Man rintraccia il Green Goblin in un magazzino, dove lo picchia brutalmente ma non riesce a ucciderlo. Il criminale sfrutta l'occasione per cercare di impalare l'avversario da dietro richiamando il suo aliante, ma l'eroe avverte il pericolo con i suoi sensi da ragno e schiva il velivolo, che trafigge il Goblin apparentemente uccidendolo. Tempo dopo Parker, devastato per la morte di Gwen, torna a casa e incontra Mary Jane Watson, a sua volta in lutto per la perdita dell'amica, con cui condivide il dolore dell'accaduto.

## Impatto culturale
- La morte di Gwen Stacy ha scioccato la comunità di lettori di fumetti americana: fino a quel momento era impensabile l'idea di uccidere un personaggio così importante, la fidanzata di un protagonista di tale popolarità; inoltre non era mai capitato prima d'ora che un supereroe fallisse in modo tanto disastroso, tranne in alcune storie d'origini. Per questa ragione tale arco narrativo è generalmente ritenuto l'inizio della fine dell'età d'argento dei fumetti e l'epilogo della più oscura età del bronzo[1].
- È diventato cliché tra le mogli e fidanzate di supereroi maschi morire o incorrere a tragedie varie; è stata definita "la sindrome di Gwen Stacy"[2].
- Un sondaggio dei fan condotti dalla Marvel Comics ha classificato i numeri 121 e 122 di The Amazing Spiderman rispettivamente come il 6° e 19° migliore di tutti i tempi[3].

## Realizzazione
Secondo un'intervista del 2015 di Inker John Romita Sr., inizialmente lui e Gerry Conway vennero invitati dalla redazione a far uccidere zia May. I due, cercando di sviluppare la trama, si trovarono in disaccordo con la decisione, in quanto la morte della donna avrebbe fatto sì che Peter non avrebbe più dovuto preoccuparsi per lei e non sarebbe più stato trattato come un bambino; si verté quindi sulla scelta di uccidere Mary Jane Watson o Gwen Stacy. Fu Romita a suggerire Stacy, in quanto la Watson all'epoca fungeva da personaggio comico, prendendo ispirazione da Milton Caniff (autore dei fumetti Terry e i pirati e Steve Canyon).
Conway sostiene invece una diversa versione su come si scelse Gwen come personaggio da uccidere: dichiarò che erano stati lui e l'editore Roy Thomas a parlare per la prima volta di uccidere zia May, ma Romita suggerì loro che Gwen fosse una candidata più adatta. Successivamente Conway si contraddisse durante un'altra intervista, affermando che inizialmente l'idea di far morire May era stata di Romita e che dovette dissuaderlo.
Stan Lee, co-creatore di Spider-Man e di Gwen Stacy, venne consultato da Conway, Roy Thomas e Romita riguardo alla decisione. In seguito Lee ammise di non aver ponderato la scelta con la giusta serietà: "[...] Mi stavo preparando per andare in Europa per una sorta di viaggio d'affari [...] per incontrare qualcuno con cui discutere qualcosa sulla Marvel. E penso di non averlo fatto. Non pensando troppo chiaramente, perché quando hanno detto: 'Vorremmo uccidere Gwen Stacy', io ho risposto: 'Beh, se è quello che volete fare, va bene'. Tutto quello che volevo fare era portarli fuori dall'ufficio in modo da poter finire di fare i bagagli e andarmene da lì. [...] E quando sono tornato e ho scoperto che Gwen era stata uccisa, ho pensato: 'Perché dovrebbero farlo? Perché Gerry scriverebbe qualcosa del genere?' E in seguito dovevo ricordarmi che forse avevo detto con riluttanza o forse incautamente 'Va bene' quando me lo avevano chiesto'. Al contrario, Romita ricorda che Lee era già fuori dal Paese quando venne presa la decisione e che ci volle un po' di tempo per convincerlo, sebbene Lee ne fu comunque molto turbato.
Nella raccolta di fumetti The 100 Greatest Marvels of All Time: n. 9-6, Conway spiega che Gwen e Peter erano una "coppia perfetta", ma portare quella relazione al livello successivo (il matrimonio o la rivelazione di Peter della sua identità segreta) avrebbe "tradito tutto ciò di cui parlava Spider-Man", cioè la tragedia personale e l'angoscia come radice della vita di Peter come Spider-Man. L'uccisione di Gwen Stacy si rivelò un'occasione perfetta per "prendere due piccioni con una fava": rompere la relazione considerata "inadatta" alla storia e rafforzare l'elemento di tragedia personale che era, secondo lui, l'essenza di Spider-Man.

### Causa della morte di Gwen
La vignetta in cui Spider-Man blocca la caduta prendendola per una gamba, è presente l'effetto sonoro "snap" vicino alla testa della ragazza, facendo intendere che il colpo di frusta dovuto all'arresto improvviso le abbia spezzato il collo. Ciò è confermato in una didascalia del fumetto scritta da Roy Thomas in cui spiega che era impossibile per l'eroe salvare Gwen: l'azione che ha compiuto per recuperarla l'ha uccisa, così come sarebbe morta ugualmente se l'avesse lasciata precipitare. Tale teoria è stata approvata anche da Stan Lee e dal fisico James Kakalios, così come nel fumetto Civil War.
Tuttavia, esiste anche la remota possibilità che il Goblin avesse già ucciso Gwen prima che la lanciasse nel vuoto, supposizione circolata per diverso tempo: in The Amazing Spider-Man n. 121, il Goblin rinfaccia a Spider-Man che Gwen era già morta prima di essere raggiunta dalla sua ragnatela, forse perché uccisa da lui o per lo shock della caduta. Tale teoria è stata riproposta in alcune occasioni, sebbene non abbia mai ricevuto la totale conferma.

### Conseguenze
Il problema del colpo di frusta è stato replicato in futuro dopo la morte di Gwen, quando altre persone sono precipitate da grandi altezze durante le battaglie di Spider-Man. Nella maggior parte dei casi, l'eroe riesce a salvarli saltando dietro di loro e rallentando progressivamente la caduta piuttosto che cercare di fermarli bruscamente con la propria ragnatela (fa la stessa cosa in un fumetto di What if? dove riesce a salvare Gwen); in particolare, in questo modo salva sullo stesso ponte (sette anni dopo la morte di Gwen) Sarah Stacy, figlia fisicamente identica di Gwen frutto di un rapporto tra Gwen e Norman Osborn cresciuta rapidamente a causa della sua chimica corporea mutata del Goblin.
In un'altra storia, il Green Goblin replica lo scenario della morte di Gwen prendendo stavolta di mira Mary Jane Watson-Parker, la moglie di Peter, che cade dal ponte a causa del contraccolpo di una pistola quando spara al Goblin. Imparando dal suo errore passato, Spider-Man arresta la caduta fermando tutto il corpo della donna con varie ragnatele per prevenire il colpo di frusta. In un'altra circostanza Peter salva allo stesso modo Anna Maria, la fidanzata di Otto Octavius, quando Goblin la usa come ostaggio e la getta da un edificio.
Durante la guerra civile tra gli Avengers, sia Iron Man che Capitan America usano la morte di Gwen come argomentazione della propria fazione: Iron Man sostiene che Spider-Man sarebbe riuscito a salvarla se avesse ricevuto un'adeguata esercitazione per i suoi poteri, mentre Captain America ritiene che Gwen fosse stata messa in pericolo in primis perché Goblin conosceva la vera identità di Spider-Man (richiesta del governo a tutti gli eroi registrati).
Jane Foster, divenuta la nuova Valchiria, ricorda il tentativo fallito di Spider-Man di salvare Gwen in una situazione simile, quando deve usare la propria arma per fermare la caduta di Heimdall, gravemente ferito da Bullseye e fatto cadere da un edificio. Heimdall muore poi a causa delle ferite e Jane ritiene che la sua azione potrebbe aver peggiorato le sue condizioni, sebbene Heimdall non sembra accusarla in alcun modo.

### Tentata resurrezione
Come ricorda John Romita Sr., l’iniziale reazione di Stan Lee alla morte di Gwen Stacy fu negativa, in quanto riteneva che Romita, Conway e Thomas avessero preso la decisione alle sue spalle. Lee chiese che Stacy venisse riportata in vita immediatamente, ma venne persuaso a non farlo in quanto sarebbe stata una “sciocchezza imbarazzante” e che avrebbe rovinato l’impatto emotivo della sua morte.
Durante la realizzazione della storia Spider-Man: Soltanto un altro giorno, fu pianificata la resurrezione di Gwen Stacy insieme a quella di Harry Osborn (ucciso nel n. 200 di The Spectacular Spider-Man). Numerosi editori e scrittori si opposero all’idea, costringendo i fumettisti Joe Quesada e J. Michael Straczynski a rinunciare quando si resero conto di essere in minoranza. Tra i cambiamenti alla continuità risalenti al 1971,  l’idea originale di Straczynski come conseguenza dell’annullamento dalla realtà del matrimonio tra Spiderman e Mary Jane a causa di Mefisto era che Gwen fosse ancora viva e non avesse avuto alcun rapporto con Norman Osborn. 

### What if?
In un universo parallelo non canonico rappresentato nella storia What If? n. 24 – E se Gwen Stacy non fosse morta?. Spider-Man salva Gwen saltando dietro di lei, attutendo l’impatto con l’acqua ed eseguendo poi su di lei il RCP. Dopo il salvataggio, rivela alla ragazza la sua identità segreta e le chiede di sposarlo. In un successivo scontro con il Green Goblin, Norman Osborn riesce a scacciare la sua personalità malvagia grazie all’intervento del figlio Harry. Tuttavia, la coppia non è destinata a essere felice: per assicurarsi la sua vittoria, Goblin aveva in precedenza fatto giungere a J. Jonah Jameson una prova sulla vera identità di Spider-Man; il giornalista provvede a pubblicarle e a ottenere un mandato d’arresto per Peter, che è costretto a fuggire dalla polizia subito dopo il matrimonio con Gwen. Al termine della storia, Gwen si allontana con Joe “Robbie” Robertson, che le promette che faranno qualsiasi cosa per aiutare Peter.
Nel volume 2 n. 42  E se Spider-Man avesse mantenuto le sue sei braccia?, Peter riesce a salvare Gwen usando le sue braccia in più per prenderla al volo durante la caduta.
Al termine della one-shot What If: The Other di Peter David, Peter usa parte del simbionte Venom per riportare in vita Gwen, la quale diventa Carnage.
In What If? Punitore n. 1 – E se Peter Parker fosse diventato il Punitore?, Peter, che ha assunto l’identità del Punitore oltre a quella di Spider-Man, riesce a salvare Gwen uccidendo il Goblin e legando il suo corpo a un’impalcatura sospesa sul ponte. Sentendosi colpevole per averla quasi fatta uccidere, Parker abbandona i panni del Punitore per stare con la ragazza; se ne va con lei lasciando il suo costume in un bidone dell’immondizia, dove viene trovato da Frank Castle.

## Accoglienza
La morte di Gwen all’epoca scioccò numerosi lettori di Spider-Man: alcuni apprezzarono la mossa audace, mentre altri furono inorriditi dal trapasso inaspettato e brutale di un personaggio così popolare. 
Un commento editoriale del 1973 spiega che la relazione tra Peter e Gwen era destinata inevitabilmente a sfociare nel matrimonio, ma tale decisione sembrava “sbagliata” in quanto Parker “non era ancora pronto”. Si decise quindi che l’unica soluzione logica era quella di una tragedia, ovvero la morte di Gwen. Tale spiegazione non soddisfò diversi lettori, a tal punto che alla Marvel ricevettero minacce di morte.

## In altri media

### Serie televisive
- Nell’episodio La scomparsa di Mary Jane della serie animata Spider-Man – L’Uomo Ragno, il Green Goblin getta Mary Jane giù da un ponte. La ragazza non muore e precipita attraverso un portale, non vista da Peter che crede che sia morta nel fiume sottostante. Il titolo originale della puntata, Turning Point, fa riferimento alla copertina originale del fumetto La notte in cui morì Gwen Stacy.
- Nella serie Ultimate Spider-Man viene spesso rievocato tale fumetto, ma al posto di Gwen Stacy come vittime del Goblin ci sono altri personaggi femminili legati a Peter Parker, come Tigre Bianca (Ava Ayala) e Spider-Girl (Petra Parker).
- Il fumetto La notte in cui morì Gwen Stacy ha ispirato vagamente alcuni episodi della terza stagione di Agents of S.H.I.E.L.D.[10], con Daisy Johnson e Lincoln Campbell che assumono rispettivamente i ruoli di Spider-Man e Gwen Stacy[11][12][13].

### Film
- Il terzo atto del film Spider-Man del 2002 riprende parzialmente gli avvenimenti del fumetto: in questa versione il Green Goblin rapisce Mary Jane Watson dopo aver scoperto la vera identità di Peter Parker e la getta giù dal ponte di Queensboro insieme a una funivia piena di bambini per costringere l’eroe a scegliere, sebbene Spider-Man riesca a salvare entrambi. Nonostante ciò, nello scontro finale il Goblin muore come nella versione cartacea.
- Nel film The Amazing Spider-Man 2 viene ripresa la morte di Gwen Stacy, qui gettata dal Green Goblin (Harry Osborn invece di Norman) dalla cima di una torre con l’orologio. Spider-Man cerca inutilmente di salvarla, ma non riesce a impedirne la morte; non è chiaro se sia deceduta a causa della rottura del collo per il colpo di frusta o per il leggero impatto con il suolo a causa del ritardo con cui la ragnatela l’ha fermata[14]. In una scena tagliata, subito dopo aver appreso la morte della ragazza, Peter torna da Harry e, in preda alla furia, viene tentato di impalarlo con il suo aliante, desistendo e lasciandolo arrestare per omicidio. Nel momento in cui Gwen perde la vita l’orologio si ferma all’1:21, un riferimento al numero fumettistico della sua uccisione. Era previsto che in The Amazing Spider-Man 3 Gwen sarebbe stata riportata in vita tramite un simbionte come Carnage, ma il film non è mai stato realizzato[15].
- Nel film Ancora auguri per la tua morte una delle morti di Tree Gelbman avviene con le stesse modalità di quella di Gwen.
- Il finale di Spider-Man: Far From Home riprende il fumetto What if? – E se Gwen Stacy fosse sopravvissuta? ; in questa versione è Mysterio invece del Goblin a mandare a J. Jonah Jameson delle prove sulla vera identità di Spider-Man (dopo essere stato ucciso in uno scontro con l’eroe con dinamiche simili a quelle del Goblin nel fumetto) e il giornalista espone la verità al pubblico.
- Nel film Venom: La furia di Carnage, il supercriminale Carnage rapisce Anne Weying, ex fidanzata di Eddie Brock, e cerca di ucciderla gettando dalla cima di una cattedrale. Anche in questo caso la donna non muore, perché Eddie (fuso al simbionte Venom) riesce a fermare la caduta in sicurezza[16].
- In Spider-Man: No Way Home il Goblin (dell’universo di Sam Raimi) arriva nell’MCU e uccide May Parker, scatenando l’ira vendicativa di Peter Parker che decide di ucciderlo. L’eroe trova conforto in altre due versioni alternative di Spider-Man, tra cui quello di The Amazing Spider-Man dell'universo di Marc Webb che afferma di essere diventato un vigilante violento come reazione alla morte di Gwen in The Amazing Spider-Man 2, pregando il Peter dell’MCU di non diventare come lui. Durante lo scontro finale, MJ (la ragazza del Parker dell’MCU) precipita dalla cima della Statua della Libertà ed è lo Spider-Man di Webb a salvarla evitando di ripetere le dinamiche di Gwen, trovando finalmente pace. Il Peter dell’MCU, d’altro canto, cerca di uccidere Goblin con il suo stesso aliante similmente al fumetto, ma gli viene impedito dal Parker dei film di Raimi che lo convince a curare il criminale, liberando Goblin dalla pazzia.